# Boldești-Scăeni
Boldeşti-Scăeni é uma cidade da Romênia com 11.505 habitantes, localizada no judeţ (distrito) de Prahova.